# Aron Rydfors
Aron Rydfors, född den 7 december 1860 i Frändefors socken, Älvsborgs län, död den 16 oktober 1945 i Äppelviken, var en svensk skolman och historiker.
Rydfors blev filosofie doktor i Uppsala 1890 på avhandlingen De diplomatiska förbindelserna mellan Sverige och England 1624–1630. Han blev 1899 adjunkt vid Nya elementarskolan i Stockholm och 1901 lektor vid Högre latinläroverket å Norrmalm. Bland hans skrifter märks Konung Oscar II och Sveriges folk (1897), Politisk historik (i "Statens järnvägar 1856–1906"), Sveriges historia 1859–1900 (i "Sveriges historia intill tjugonde seklet", X, 1909) samt Historisk läsebok för allmänna läroverkens första och andra klass (1904; 9:e upplagan 1923), Lärobok i historia för folkskolan (1908; 5:e upplagan 1923) och Allmän historia för realskolan (1912; 4:e upplagan 1922). Rydfors utgav Erik Dahlberghs "Suecia antiqua et hodierna" med beskrivande text (1910–1911) samt var en av redaktörerna av Pedagogisk tidskrift. Han är begravd på Norra begravningsplatsen utanför Stockholm.